# سيسيل بف
سيسيل بف (بالإنجليزية: Herbert Cecil Pugh)‏ هو رجل دين جنوب أفريقي، ولد في 2 نوفمبر 1898 في جوهانسبرغ في جنوب أفريقيا، وتوفي في 5 يوليو 1941 في SS Anselm (1935) ‏ في المملكة المتحدة.